# Stringer & Co.
Die Stringer & Co. Ltd. war ein britischer Automobilhersteller, der von 1913 bis 1928 in Sheffield (Yorkshire) ansässig war.

## Beschreibung
Vor dem Ersten Weltkrieg wurden Automobile unter dem Namen Winco gebaut.
1921 erschien der Kleinwagen 9 hp, der als Stringer-Winco angeboten wurde. Der Vierzylindermotor mit 1088 cm³ Hubraum stammte vom Motorenhersteller Alpha. Ab 1923 wurde der Markenname Stringer-Smith verwendet. 1924 ergänzte der 11 hp das Sortiment. Sein Motor hatte 1330 cm³ Hubraum. Ab 1926 soll vom 11 hp noch eine Version mit verkürztem Radstand erhältlich gewesen sein.
Diese beiden Modelle wurden bis 1928 gebaut.
Daneben gab es zusätzlich den 11.9 hp. Der Wagen besaß einen obengesteuerten Vierzylinder-Reihenmotor mit 1,8 l Hubraum und einen Radstand von 2692 mm.

## Modelle
| Modell  | Bauzeitraum | Zylinder | Hubraum  | Radstand | Quellen     |
| ------- | ----------- | -------- | -------- | -------- | ----------- |
| 9 hp    | 1921–1928   | 4 Reihe  | 1087 cm³ | 2692 mm  | [ 1 ] [ 3 ] |
| 11 hp   | 1924–1928   | 4 Reihe  | 1331 cm³ | 2692 mm  | [ 1 ] [ 3 ] |
| 11,9 hp | 1922        | 4 Reihe  | 1795 cm³ | 2692 mm  | [ 2 ] [ 3 ] |